# 华风宾馆

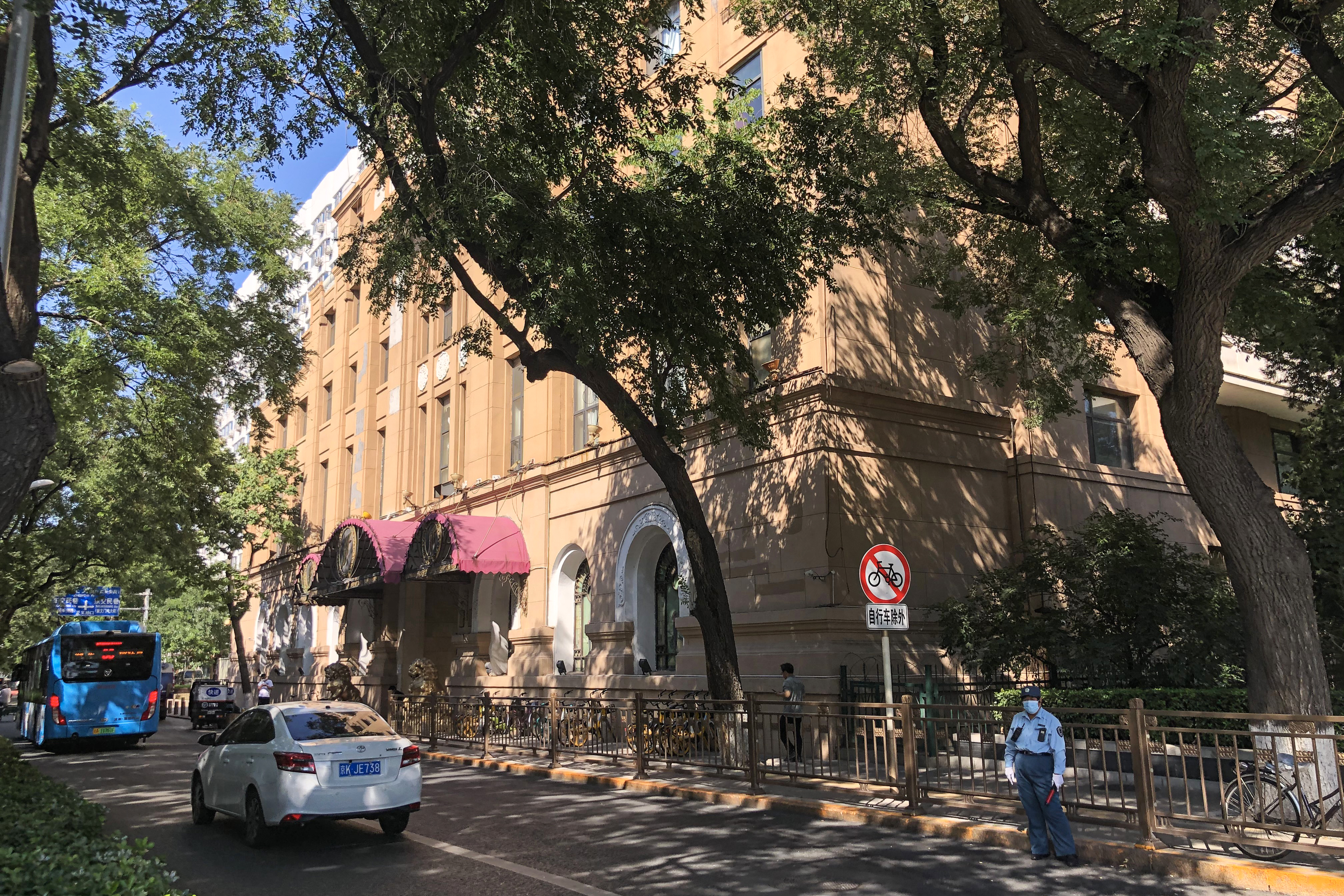
华风宾馆（2020年9月）

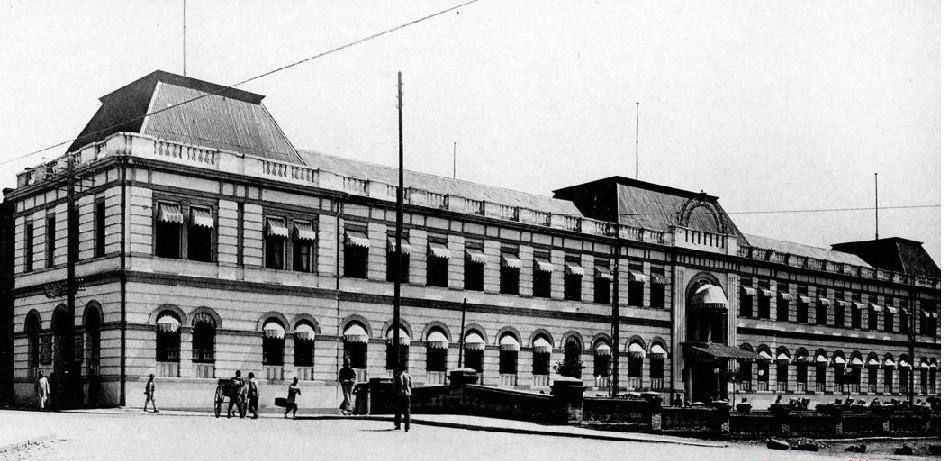
六国饭店

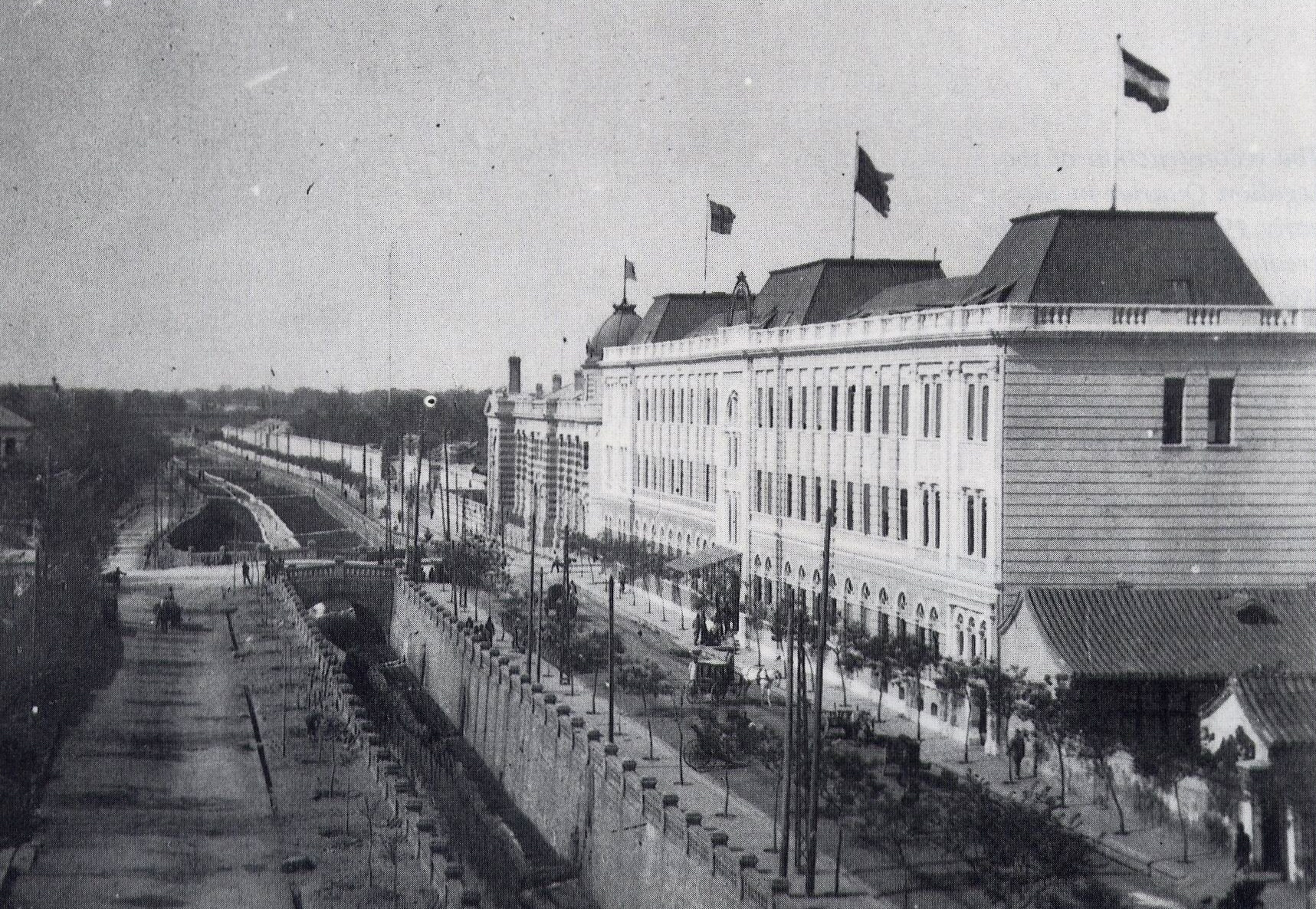
六国饭店

华风宾馆（英語：Hua Feng Hotel），位于北京市东城区前门东大街5号。

## 简介
华风宾馆的前身是国际卧铺车公司旗下的六国饭店（法語：Grand Hôtel des Wagons-Lits）。1901年，比利时商人麦克尔在清朝太仆寺旧址的部分区域筹建一座欧式酒店Grand Hôtel des Wagon-Lits。该酒店坐东朝西，平面接近“山”字形，砖木结构二层楼，中部及南北两翼的西向山墙上有半圆形山花。该酒店开业后的最初数年，生意并不太兴隆。1905年，英国人牵头融资，吸收英国、法国、美国、德国、日本、俄国的资本，将该酒店定名为“六国饭店”。饭店建筑原地推倒重建，新建的六国饭店地上四层、地下一层，砖石结构，法国古典主义建筑风格。底层有开券窗的基座，顶部有开老虎窗的屋顶，由英国人爱尔德设计。六国饭店是北京当时最西洋式的建筑，内部装修豪华。设有200余间客房，以及欧式餐厅、台球厅、游艺厅、游泳池、舞厅等等。舞厅十分著名，传说交谊舞便从该舞厅开始流行于北京上流社会。1907年，日本人编的《北京志》记载，六国饭店 “巍峨耸立，乃北京最壮美建筑物。” 1925年，该饭店再度扩建，在原基础上加高一层。
六国饭店是北京当时最高级的饭店，各国使者及北京的上流人士多在此住宿、餐饮、交际、娱乐。六国饭店在政治上享有特权，治安由六国军警宪兵轮流值守，中国军队及警察不得干涉。由于不少军政人士曾在此居住，所以该饭店也和中国历史上的一些著名事件发生联系。
- 张振武被杀案：被称为“民国第一大案”。张振武是武昌起义元勋，起義時曾想殺黎元洪，因而产生矛盾。宣統退位後，黎元洪通过袁世凯試圖殺张振武。袁世凯封张振武為大总统顾问。1912年8月15日晚，张振武在六国饭店请客之后，突被九門提督江朝宗押解到京畿军政执法处，16日凌晨被宣布为在京“图谋不轨，破坏国家统一”，立即就地正法。后来國會批評袁世凯，袁世凯提出黎元洪信件，是黎元洪要求處死张振武，该案不了了之。[2]
- 成舍我避难：1924年第二次直奉战争爆发后，吴佩孚调张福来任前敌总指挥，取“福来”之意。《世界晚报》在报道该消息时，将张福来的名字错写成“张祸来”，该报社长成舍我见铺街的报纸后，感到不妙，当刻和编辑到六国饭店避难。当晚七点，军警包围并查封报馆。后来，冯玉祥发动甲子政变，吴佩孚逃到洛阳，冯玉祥掌控北京，迅速同意该报复刊，成舍我和编辑才撤出六国饭店。[3]
- 邵飘萍避难：1918年10月，邵飘萍在北京创办《京报》，并自任社长。1926年2月，《京报》出有《西北周刊》，支持冯玉祥。郭松龄反奉时，《京报》给予支持，并撰文希望张作霖让儿子张学良接班，改造东北政局。三一八惨案发生以后，《京报》指段祺瑞为祸首，要求公开审判段祺瑞。1926年4月15日，奉军逼退国民军，进入北京，邵飘萍逃到六国饭店。奉军收买北京《大陆报》社长张翰举，将邵飘萍诱骗出六国饭店乘车回报馆，邵飘萍出六国饭店后即遭军警截捕。1926年4月26日晨，邵飘萍被张作霖以宣传赤化的罪名处决。[3]
- 东北易帜谈判：张作霖在皇姑屯事件中被炸身亡后，张学良不惧怕日本的威胁，经过半年斗争，在1928年底派代表到北京和南京国民政府代表在六国饭店谈判。1928年12月29日，张学良宣布“遵守三民主义、服从国民政府、改易旗帜”，在东北撤下北洋政府的五色旗，改换为南京国民政府的青天白日滿地紅旗，此即“东北易帜”。[2]
- 张敬尧遇刺案：1933年，日军企图在华北扶持一亲日傀儡政府，和张敬尧一拍即合。张敬尧化名常石谷，持日本人发给的活动经费入住六国饭店。当年，六国饭店正由日本军警值守，所以张敬尧以为该饭店很安全。南京国民政府获悉后，戴笠命特务处华北区区长郑介民选一“忠实”的黄埔军校学生暗杀张敬尧。白世维被选中后，摸清了张敬尧的活动规律。1933年5月7日凌晨，张敬尧在六国饭店二层客房内被闯入客房的刺客白世维连开三枪，张敬尧当场死亡。据说，当时孙传芳自天津刚抵达六国饭店入住，听见张敬尧遇刺的枪声便跳窗逃进日本军营，长时间没敢出来。日后，孙传芳被施剑翘刺杀身亡。[2][3][4]
- 北平和谈：1949年1月31日北平和平解放后，人民政府宣布没收一切帝国主义国家财产，六国饭店遂被政府接管。1949年4月，以周恩来为首的中共代表团在六国饭店接待了以张治中为首的中华民国政府代表团，开展和平谈判。不久，中国人民解放军进行渡江战役。张治中、邵力子等民国政府谈判代表自此留在北京。[2]

中华人民共和国成立后，六国饭店改为外交部接待处。1966年文化大革命爆发以后，外交部曾一度在此办公。1988年8月5日，施工人员在地下室用切割机切割通风管道时，引燃通风管道外侧的泡沫海绵保温层，烧毁了六国饭店的原有建筑，原有建筑随后全部拆除。此后，华风宾馆在部分原址上重建，建筑风格已和原有建筑完全不同。1992年10月，华风宾馆在外交部接待处的基础上成立，1996年经北京市旅游局批准获得涉外三星级宾馆资格。华风宾馆是隶属于中华人民共和国外交部的唯一一家三星级宾馆，归外交部机关及驻外机构服务中心管理。